# Las Colinas (Estados Unidos)
Las Colinas es un desarrollo comunitario planificado de uso mixto en Irving, Texas, parte del Metroplex de Dallas/Fort Worth, gobernado por la Asociación de Las Colinas, una corporación sin fines de lucro de Texas. Debido a su ubicación central entre Dallas y Fort Worth y su proximidad al Aeropuerto Internacional Dallas/Fort Worth y al Aeropuerto Dallas Love Field, Las Colinas ha sido un foco de reubicación corporativa y comercial. Tiene muchas oficinas corporativas y espacios comerciales, hoteles de lujo, casas adosadas, casas unifamiliares, clubes de campo privados, enclaves cerrados, lofts urbanos, parques, cursos de agua paisajísticos y su propio sistema de tránsito de tren ligero.

## Atracciocinesnes
- Mustangs at Las Colinas
- Las Colinas Flower Clock
- Lake Carolyn
- Mandalay Canal